# Мишел Трахтенберг
Мишел Кристина Трахтенберг (енгл. Michelle Christine Trachtenberg; Њујорк, 11. октобар 1985 — Њујорк, 26. фебруар 2025) била је америчка глумица. Позната је по улози Џени у филму Бруцоши у Европи (2004) и Џорџине Спаркс у серији Трачара (2007—2012).

## Биографија
Рођена је 11. октобра 1985. у јеврејској породици у Њујорку. Отац јој је пореклом из Немачке, а мајка из Украјине. Мајка јој је помогла да научи руски језик за улогу из 2013. Поједини чланови породице јој живе у Израелу. Одрасла је уз старију сестру. Школу је похађала у Бруклину и Лос Анђелесу. У интервјуу и на друштвеним мрежама рекла је да су је малтретирали у школи.
Почетком 2024. одговорила је на коментаре на друштвеним мрежама о потенцијалним здравственим проблемима које сугеришу њен очигледан губитак тежине и жутицу, рекавши да је „срећна и здрава”. У 8 часова 26. фебруара 2025. мајка ју је пронашла мртву у стану, након чега је Хитна медицинска помоћ стигла и констатовала њену смрт у 39. години. У месецима који су претходили њеној смрти била је подвргнута трансплантацији јетре. Власти су саопштиле да се њена смрт не третира као „сумњива”.

## Филмографија

### Филм
| Улоге Мишел Трахтенберг |                  |               |               |          |
| Година                  | Српски назив     | Изворни назив | Улога         | Напомена |
| 2004.                   | Бруцоши у Европи |               | Џени          |          |
| 2005.                   | Ледена принцеза  |               | Кејси Карлајл |          |
| 2006.                   | Црни Божић       |               | Мелиса Кит    |          |
| 2009.                   | Поново 17        |               | Меги О’Донел  |          |

### Телевизија
| Улоге Мишел Трахтенберг |                                     |               |                   |            |
| Година                  | Српски назив                        | Изворни назив | Улога             | Напомена   |
| 1991.                   | Ред и закон                         |               | Дајна Дрискол     | 1 епизода  |
| 2000—2003.              | Бафи, убица вампира                 |               | Дон Самерс        | 66 епизода |
| 2004.                   | Шест стопа под земљом               |               | Селест            | 4 епизоде  |
| 2006.                   | Доктор Хаус                         |               | Мелинда Бардах    | 1 епизода  |
| 2006.                   | Ред и закон: Злочиначке намере      |               | Лиса Вилоу Тајлер | 1 епизода  |
| 2007—2012.              | Трачара                             |               | Џорџина Спаркс    | 28 епизода |
| 2011.                   | Трава                               |               | Ема Карлин        | 5 епизода  |
| 2013.                   | Злочиначки умови                    |               | Дајана Тарнер     | 1 епизода  |
| 2013.                   | Морнарички истражитељи: Лос Анђелес |               | Лили Локхарт      | 1 епизода  |
| 2015.                   | Успавана долина                     |               | Абигејл Адамс     | 1 епизода  |
| 2022—2023.              | Трачара                             |               | Џорџина Спаркс    | 2 епизоде  |